# Нижня Водська
Нижня Во́дська (рос. Нижняя Водская) — присілок у складі Котельницького району Кіровської області, Росія. Входить до складу Покровського сільського поселення.
Населення становить 3 особи (2010, 1 у 2002).
Національний склад станом на 2002 рік — росіяни 100 %.